# VB 10b
VB 10b es un planeta extrasolar en la constelación del Aquila, que orbita alrededor de la estrella VB 10, una enana roja, a unos 20 años luz de distancia. Vb 10b orbita a 0,31 UA de distancia de su estrella, en 240 días. En mayo de 2009 astrónomos del Jet Propulsion Laboratory de la NASA, Pasadena (California) anunciaron el descubrimiento del planeta VB 10b con el método de astrometría, utilizando el Telescopio Hale en el Monte Palomar. Si se confirma será el primer exoplaneta descubierto usando este método.
Se informó que este planeta es un gigante gaseoso, del tamaño de Júpiter, pero con una masa seis veces mayor. Este sistema planetario es también único en la relación en la relación de la masa del planeta y la masa de la estrella. Este planeta podría contener el 10% de la masa de todo este sistema. Esta combinación de una pequeña estrella y un planeta masivo hace que el movimiento de la estrella sea más evidente, según el informe del descubrimiento.

## Reclamaciones pasadas basadas en la astrometría

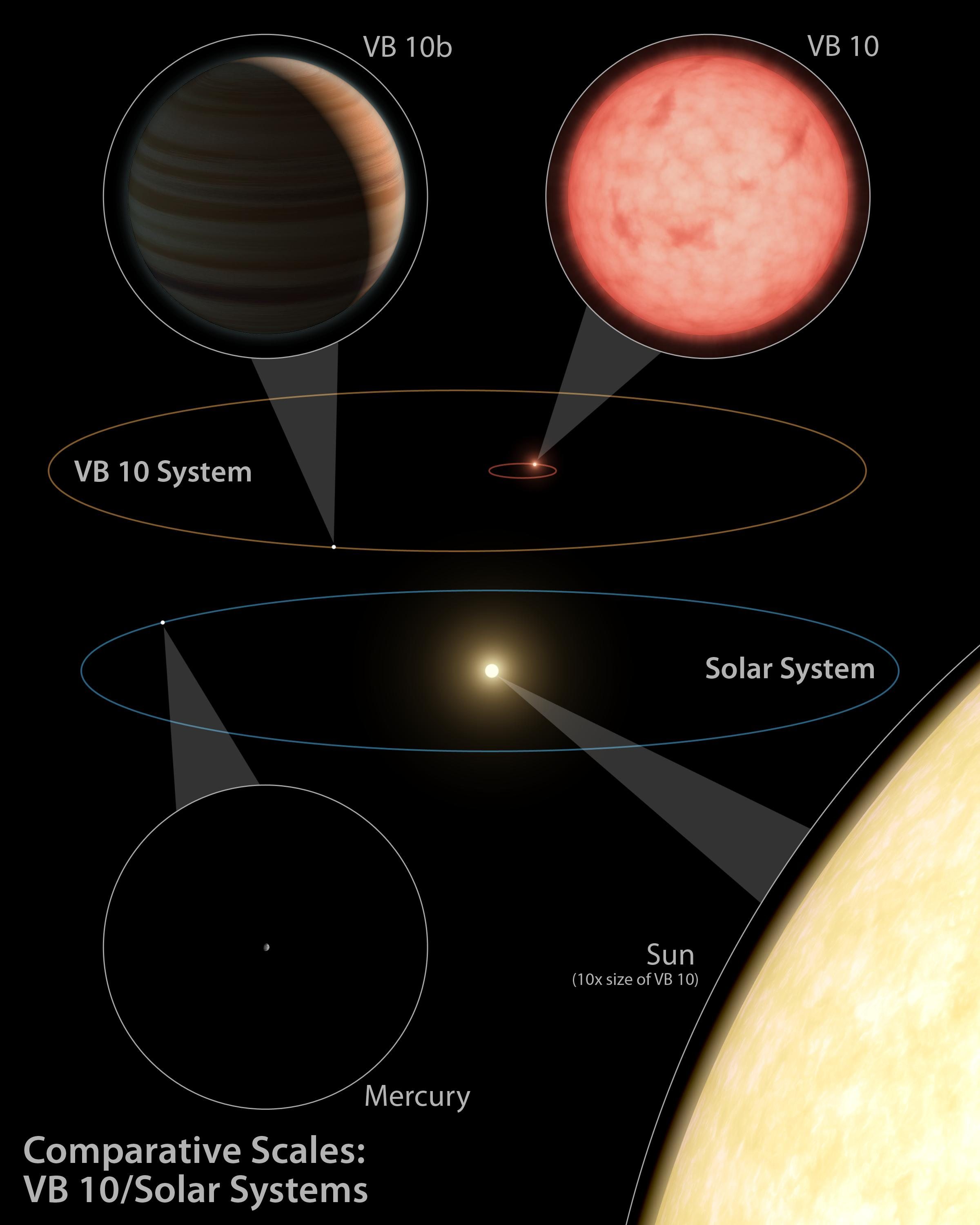
Comparación de VB10 y el Sistema Solar.

VB 10b no es el primer planeta extrasolar reclamado por la astrometría. Desde el siglo XVIII se han hecho muchas reclamaciones de planetas compañeros invisibles que afectan a la percepción de los movimientos de las estrellas cercanas, comenzando por Herschel. Desde la década de los sesenta Peter van de Kamp reclama el descubrimiento de un sistema planetario orbitando estrella de Barnard. En 1996 George Gatewood hizo una sensacional reclamación de los planetas que orbitan la estrella cercana Lalande 21185. Tras los análisis y observaciones no se ha podido confirmar ninguna de estas reclamaciones y se han desestimado. Debido a este pobre registro histórico, cualquier reclamación del descubrimiento de un planeta extrasolar basado en la astrometría se toma con escepticismo.